# Werner Baresel
Werner Baresel (* 9. März 1911 in Schöneberg; † 28. Mai 1991 in Kassel) war ein deutscher Jurist.

## Leben
1934 legte er an die Universität Halle-Wittenberg die rechts- und staatswissenschaftliche Dissertation Die Lehre vom verwaltungsrechtlichen Formalakt, insbesondere ihre Anwendung auf die Einbürgerung vor, mit der er promoviert wurde. Nach dem Bestehen der beiden juristischen Staatsprüfungen nahm Werner Baresel am 1. März 1938 eine Tätigkeit im Reichsversicherungsamt (RVA) auf, wo er bis zum Ende des Zweiten Weltkrieges blieb. Im April 1943 wurde er dort zum Regierungsrat und ständigen Mitarbeiter des RVA ernannt.
Danach war er als Referent beim Landesverband der Betriebskrankenkassen in Nordwürttemberg und -Baden in Stuttgart tätig. 1948 wurde Baresel Geschäftsführer bei der Maschinenbau- und Kleineisenindustrie-Berufsgenossenschaft in Düsseldorf, wo er später zum Verwaltungsdirektor ernannt wurde.
Am 20. Juli 1954 wurde er Bundesrichter am Bundessozialgericht in Kassel. Am 27. August 1974 erfolgte seine Ernennung zum Vorsitzenden Richter des Großen Senats. Als Vorsitzender Richter am Bundessozialgericht ging er am 31. März 1979 in den Ruhestand.

## Schriften (Auswahl)
- Die Lehre vom verwaltungsrechtlichen Formalakt, insbesondere ihre Anwendung auf die Einbürgerung, Düsseldorf 1934.